# Кутансуз
Кутансу́з (фр. Coutansouze) — коммуна во Франции, находится в регионе Овернь. Департамент коммуны — Алье. Входит в состав кантона Эбрёй. Округ коммуны — Монлюсон.
Код INSEE коммуны — 03089.

## Население
Население коммуны на 2008 год составляло 130 человек.
| 1962 | 1968 | 1975 | 1982 | 1990 | 1999 | 2008 |
| ---- | ---- | ---- | ---- | ---- | ---- | ---- |
| 167  | 179  | 155  | 129  | 103  | 109  | 130  |

## Экономика
В 2007 году среди 63 человек в трудоспособном возрасте (15—64 лет) 40 были экономически активными, 23 — неактивными (показатель активности — 63,5 %, в 1999 году было 62,5 %). Из 40 активных работали 37 человек (19 мужчин и 18 женщин), безработных было 3 (1 мужчина и 2 женщины). Среди 23 неактивных 6 человек были учениками или студентами, 8 — пенсионерами, 9 были неактивными по другим причинам.